# Римокатоличка црква Светог Петра у Инђији
Римокатоличка црква Светог Петра у Инђији подигнута је 1872. године и има статус споменика културе од великог значаја.

## Изглед
Црква посвећена апостолском предводнику Светом Петру представља типски замишљену и изведену грађевину у барокно-класицистичком маниру, прилагођену конзервативном укусу својих наручиоца. То је монументална, једнобродна грађевина са полукружном апсидом на јужној страни и високим звоником на северној. Уз западни зид додата јој је сакристија квадратне основе. На главном, јужном прочељу пиластри који фланкирају улазни портал прате линију звоника који се диже над бродом.
Унутрашњост храма је монументалног изгледа, а наос је луковима који носе полуобличасти свод издељен на пет травеја. Изнад улаза налази се хор са оргуљама. Зидови су обојени и украшени биљним орнаментима, а под је покривен двобојним плочицама. Главни олтар се састоји из три дела где св. Петра као централну фигуру прате стојеће фигуре светитеља постављене са леве и десне стране. Слика св. Петра је рад непознатог аутора из 19. века, док су архитектонско решење олтара и скулптуре светитеља дело сарајевског архитекте Винкаша настале у години подизања цркве. На левом и десном бочном олтару налазе се слике Богородице са св. Аном и Вазнесења Богородице, обе из 18. века.